# Остров Завадовского (Антарктида)
Остров Завадовского — обледенелый остров в Западном шельфовом леднике возле Антарктиды в 19 километрах от острова Михайлова.
Остров был открыт в 1956 году советской экспедицией, которая назвала остров в честь помощника командира шлюпа «Восток» Ивана Завадовского. С 20 августа по 6 мая 1960 года на острове располагалась станция Дружба, находившаяся в 300 километрах от станции «Мирный». Толщина ледникового покрова в месте расположения станции составляла 300 метров.